# هروه هاگارد
هروه هاگارد (انگلیسی: Hervé Hagard؛ زادهٔ ۹ نوامبر ۱۹۷۱) بازیکن فوتبال اهل فرانسه است.